# Balingoan
Balingoan (Bayan ng Balingoan) är en kommun i Filippinerna. Kommunen ligger på ön Mindanao, och tillhör provinsen Misamis Oriental. Folkmängden uppgår till 8 197 invånare.
Balingoan är indelat i 9 barangayer.